# World of Demons
World of Demons é um jogo eletrônico de hack and slash desenvolvido e publicado pela PlatinumGames. O protagonista é um samurai que controla yōkai para derrotar oni. O jogo foi lançado em 2 de abril de 2021 através do Apple Arcade.

## Jogabilidade
World of Demons é dividido entre capítulos individuais, onde o jogador completa desafios de combate e quebra-cabeças para progredir. O jogador pode coletar yōkai durante o jogo, cada um com ataques diferentes. O jogo tem quatro samurais jogáveis, que possuem armas únicas. Yōkai e armas podem ser melhorados com ouro ou gemas, ambos obtidos durante o jogo.
Cada personagem pode realizar ataques diferentes baseados na velocidade que o jogador toca na tela, e quanto tempo ele deixa entre toques. Combinar movimentos diferentes também pode criar combos. World of Demons inclui uma mecânica de bullet time, onde se o jogador desviar de um ataque inimigo no momento certo, o tempo desacelera, permitindo que o jogador contra-ataque.

## Desenvolvimento
World of Demons foi anunciado em abril de 2018 como uma parceria entre a PlatinumGames e a DeNA, e tinha seu lançamento planejado no mesmo ano como uma experiência gratuita para jogar. O jogo recebeu um soft launch para iOS em junho de 2018 na Malásia, em Singapura e nas Filipinas. Ele não foi atualizado depois de seu lançamento, e foi removido da App Store em setembro de 2018, levando a rumores de que o jogo havia sido cancelado.
O jogo final foi enteiramente recriado depois do soft launch. Além dos gráficos e do conceito, nada em World of Demons permaneceu como era no lançamento de 2018. Atsushi Inaba da PlatinumGames afirmou que "é um jogo completamente diferente. Nós tivemos a oportunidade de lançar o jogo para o Apple Arcade, e ao invés de só fazer alguns ajustes para a nova plataforma, decidimos usar essa oportunidade para reconstruir o jogo do zero." Inaba disse que uma das inspirações para o jogo foi Kyakki Yagyō, um conto popular japonês.

## Recepção
World of Demons recebeu análises "geralmente favoráveis" de acordo com o agregador de críticas Metacritic, com uma nota média agregada de 76 de 100.
Jason Fanelli da GameSpot elogiou a versatilidade do sistema de combate, afirmando que "misturar os ataques de espada de Onimaru com os yōkai de suporte te dá muitas opções de combate, encorajando estratégias antes de cada inimigo. [...] É rápido e é frenético mas, acima de tudo, é muito divertido, emulando aquele estilo da PlatinumGames impressionantemente bem." Entretanto, ele criticou a falta de variedade na estrutura das missões. CJ Andriessen da Destructoid gostou do uso de controles de toque de tela do jogo apesar de admitir que o jogo é melhor jogado com um controle. Segundo o crítico, seus maiores problemas com a tela de toque foram os "controles lentos de câmera e sistema de mira automática instável." Ele também criticou o jogo por ainda parecer um jogo para aparelhos móveis em seu ritmo, recomendando que jogadores joguem um pouco por vez ao invés de gastar um fim de semana inteiro nele.